# Matt Wachter
Matthew Walter Wachter (Pottsville,  Pensilvania, 5 de enero de 1976) es un músico estadounidense conocido por haber sido miembro de la banda de rock alternativo 30 Seconds to Mars entre 2001 hasta 2007, y miembro de gira de la banda de rock Angels & Airwaves desde 2007.

## Biografía
Pottsville, Pensilvania. Cuando era un niño, pasaba la mayoría del tiempo con su familia en Nueva Jersey y Boston. Matt participó en el equipo de baseball y fútbol, tomando clases de natación, también fue a Space Camp, con la Academia Space. Su interés por la música floreció cuando tenía alrededor de 5 años, y entre los 5 y 8, Matt experimentó con varios instrumentos, enfocándose principalmente en el piano y la batería.
Watcher llegó a la cima de su interés musical cuando estaba en la secundaria y pasó la mayoría del tiempo tocando en bandas. Eligió el bajo, dijo, porque él "quería tocar en una banda, y la banda necesita un bajista." Matt no tenía experiencia anterior con el bajo, la aproximación más cercana fue con una guitarra. Le dio crédito al bajista de Metallica, Cliff Burton, cómo su inspiración por querer tocar el bajo.
Se rumoreó que Watcher trabajó en un matadero, pero él confesó en una entrevista que él y sus amigos de la banda inventaron esa historia para que la entrevista no estuviera tan aburrida.

## Carrera

### 30 Seconds to Mars
Wachter se unió con Jared Leto, Shannon Leto, y Solon Bixler, a la banda 30 Seconds to Mars en el 2001. Bixler fue remplazado por Tomo Milicevic en 2003.
Wachter muy a menudo se posiciona cómo "paloma" (ambos pies girados y entre sí) cuando toca el bajo, y mira a sus pies. Dijo que esto le permite enfocarse en lo que está tocando y lo mantiene de distrarse de los fanes.
En los días tempranos de 30 Seconds to Mars, Wachter se quejó de fuertes dolores de cabeza después de tocar, pero no teniendo esos dolores en el escenario. Después de visitar el hospital, se descubrió que desarrolló una conmoción cerebral de los frecuentes golpes de cabeza en el escenario. 
Las primeras fechas del tour de 2006 "Forever Night, Never Day", tuvo que ser aplazado después que Matt se golpeó. La herida resultó por cambiar uno de los faros de su coche (o cómo dijo Shannon "Lo dejaron solo con un par de tijeras." A lo que Matt contestó "Un par de tijeras y una bombilla. Dejo el resto para tú imaginación," empujando el tour dos semanas. La banda publicó el comunicado a los fanes el 2 de marzo.
Mientras en el tour en El Paso, Texas, el 1 de marzo de 2007, Jared Leto anunció que Wachter estaría tocando su último show con la banda. La canción final del show, "R-Evolve", para Matt. La banda, con excepción de Matt luego firmaron autógrafos para los fanes de El Paso.

### Angels & Airwaves
Luego de la ida de Ryan Sinn de la banda Angels & Airwaves, el 23 de abril de 2007, Watcher se unió a la banda en lugar de Sinn en su tour. Luego fue confirmado cómo un miembro del grupo, y trabajó con Angels & Airwaves en su segundo álbum, I-Empire. La banda lanzó su tercer disco, titulado LOVE, en febrero de 2010. En el 2011 se da a conocer su colaboración en esta banda con el cuarto disco titulado LOVE part.2.
El 16 de julio de 2013, a través de la cuenta de Instagram de David Kennedy, se dio a conocer que Watcher se ha mudado a Houston y que únicamente estará con Angels & Airwaves tocando en los tours de la banda.
A fines de junio de 2014 dejó Angels & Airwaves. Así lo confirmó Tom DeLonge. Dando como razón, que el bajista desea pasar más tiempo con su familia.
El 9 de marzo de 2017, un video publicado en la cuenta de Instagram de Tom DeLonge muestra a Matt Wachter tocando el bajo, del que DeLonge afirma que ha estado "buscando [Wachter]". Esto ha llevado a la especulación de que esto podría mostrar que Matt está de vuelta en Angels & Airwaves. Esto fue confirmado nuevamente por DeLonge el 18 de abril de 2018, cuando Wachter junto con David Kennedy se reincorporaron a Angels & Airwaves y aparecerán en el próximo álbum.

### Otros trabajos
Wachter sirvió como invitado en la radio Get the Fuck Up. El show de radio es organizado por dos de sus amigos, Aaron Farley y Jeremy Weiss, en Los Ángeles. También estuvo en una banda en Boston llamada Strangle Me.
En verano del 2009, Wachter grabó el bajo en todas las canciones de su próximo lanzamiento de Street Drum Corps, en primavero del 2010.

## Vida personal
El bajista y amigo de The Used, Jeph Howard, ocupó el lugar de Matt cuando la banda tocó en agosto para The Tonight Show. Matt regresó dos semanas después para tocar con la banda y terminar los festivales de verano. Wachter es fan de Boston Red Sox.
Es un gran fan del arte del cuerpo y afirma tener más de 20 tatuajes. Algunos de ellos incluyen el lema "Rock-n-Roll" en su estómago, dos golondrinas en ambos pectorales, una bomba con alas en su brazo derecho, y un interruptor con citas latinas en su lado derecho. Estos tatuajes en particular fueron hechos por el artista Josh Hoffman en el Olde City Tattoo en Filadelfia, Pensilvania.
También tiene cráneos del "Día de los Muertos" en cada pie. En su pecho tiene un corazón cerrado lleno con el nombre de su esposa, Libby.
El 14 de mayo de 2009, Matt y Libby tuvieron su primer hijo, Mae Wachter.

## Discografía

### con 30 Seconds to Mars
- 30 Seconds To Mars (2002)
- A Beautiful Lie (2005)

### con Angels & Airwaves
- I-Empire (2007)
- LOVE (2010)
- LOVE part.2 (2011)